# Lobos grises (organización)

Lobos Grises (en turco: Bozkurtlar) es una organización racista, xenófoba, paramilitar nacionalista originaria de Turquía y ligada al Partido del Movimiento Nacional (Milliyetçi Hareket Partisi, MHP), fundado por Alparslan Türkeş en 1961. Su nombre oficial en turco es ülkücüler (idealistas) y Ülkücü Hareket ("Movimiento Idealista"). En noviembre de 2020 fue ilegalizada en Francia.
Según el politólogo Cas Mudde, los Lobos Grises son el ala juvenil del MHP y han «aterrorizado tanto a oponentes del partido en Turquía como a miembros de las comunidades turcas en el extranjero».

## Historia
La denominación de "lobos grises" procede de una antigua leyenda turca, que se pierde en los orígenes túrquicos de las estepas de Asia Central, previa a la adopción del Islam, en la que una legendaria mujer-loba llamada Asena salvó y condujo a cautivos turcos hacia la libertad. 
Se organizaron bajo muchos nombres como el TIT (Brigada Turca de la Venganza) y ETKO (Ejército para la Liberación de Cautivos Turcos) durante los turbios y agitados años de finales de la década de 1970 y principios de la década de 1980. Así, la fragmentada escena política y una pobre economía condujeron a una violencia en auge entre los Bozkurt, fomentada por el MHP y los comunistas en las calles de las ciudades de Turquía. Un parlamento paralizado y un gran número de víctimas de estos trágicos sucesos desembocaron en otro golpe de Estado por parte de los militares en 1980.
Fueron acusados de estar implicados en el asesinato de miembros de la minoría aleví de Turquía en 1978, en la ciudad de Maraş, pero las acusaciones fueron sobreseídas en aquel entonces. 
Mehmet Ali Ağca, el ciudadano turco que protagonizó el intento de magnicidio del Papa Juan Pablo II en 1981, era un simpatizante de esta organización ultranacionalista.
A su vez algunos de sus miembros y simpatizantes han sido acusados del asesinato, el 6 de julio de 1996, del destacado periodista turcochipriota Kutlu Adalı, debido a su crítica de la política de gobierno de Rauf Denktash en la autoproclamada República Turca del Norte de Chipre y, en especial, de las directrices políticas de Turquía sobre Chipre. 
En 2004 los Lobos Grises impidieron con éxito la proyección de la película Ararat de Atom Egoyan, un largometraje sobre el genocidio armenio de 1915, respecto al cual el nacionalismo turco y particularmente los Lobos Grises practican el negacionismo generalizado.

## Relación con el islamismo
En su origen los Lobos Grises no eran en modo alguno islamistas, sino que preconizaban una vuelta a los orígenes turcos de las remotas estepas euroasiáticas, con un tengrianismo más allá de toda influencia extranjera, todo ello dentro de una afiliación política de extrema derecha y neofascista. La particularidad religiosa con el Islam de este grupo nacionalista fue más tarde adoptada por el MHP con el fin de ganar más votos en el amplio espectro de votantes de la Turquía actual, preeminentemente musulmana.
Algunos de sus lemas más significativos son:
- Tanrı Türk'ü Korusun ve Yüceltsin! (¡Dios "Tengri" salve y enaltezca al turco!), en comparación con el lema con mayor contenido islámico Allah Türk'ü Korusun ve Yüceltsin!, con referencias explícitas a Alá.
- Rehber Kur'an, Hedef Turan! (¡Nuestra guía es el Corán, nuestro objetivo es Turan!)
- Şehitler Ölmez, Vatan Bölünmez/Ezan Dinmez, Bayrak İnmez, Ülkücü Hareket Engellenemez! (¡Los mártires no mueren, la Patria no se divide/el muecín nunca callará, nuestra bandera no se arriará, el Movimiento Nacionalista jamás será obstaculizado!)